# لورني بنسون
لورني بنسون هو لاعب كرة القدم الكندية كندي، ولد في 16 سبتمبر 1930 في وينيبيغ في كندا، وتوفي في 3 أبريل 2012 في Innisfail, Alberta ‏ في كندا.